# Kokašice
Kokašice település Csehországban, Tachovi járásban. Kokašice Konstantinovy Lázně, Bezdružice, Olbramov, Lestkov és Horní Kozolupy településekkel határos. Lakosainak száma 263 fő (2024. január 1.).

## Népesség
A település lakosságának változását az alábbi diagram mutatja:
| Lakosok száma | 654  | 732  | 704  | 311  | 233  | 259  | 260  | 256  | 249  | 263  |
|               | 1869 | 1900 | 1921 | 1961 | 1980 | 2011 | 2016 | 2019 | 2021 | 2024 |